# لینی فن در هولست
لینی فن‌ در هولست (به هلندی: Lynie van der Holst) کشتی گیر بازنشسته زن کشور هلند است.